# ダルムシュタット市電ST11形電車
ダルムシュタット市電ST11形電車（ダルムシュタットしでんST11がたでんしゃ）は、かつてドイツ（旧：西ドイツ）の都市・ダルムシュタットの路面電車であるダルムシュタット市電で使用されていた車両。同市電初の3車体連接車として導入され、2000年代まで使用された後に半数の車両が他都市へ譲渡された。

## 概要
1982年に6両（8209 - 8214）がワゴン・ユニオンによって製造された電車。基本的な設計は1970年代後半に導入されたST10形に準拠していたが、中間車体が挿入されており、ダルムシュタット市電における初の3車体連接車となった。また制御装置も変更が加えられ、従来の抵抗制御から電機子チョッパ制御へと改められた。
塗装変更や低床式付随車（SB09形）との連結対応工事などを経て、ダルムシュタット市電では超低床電車に置き換えられる2007年まで使用された。その後は3両（8211 - 8213）が2007年、2008年の2度に分けてルーマニア・ヤシの路面電車（ヤシ市電）への譲渡が行われ、長年に渡って使用されたが、こちらでも後継車両の導入により置き換えが進み、2018年までに営業運転を離脱した。一方でダルムシュタットには3両が残存したが、そのうち2両（8209、8214）については予備部品の確保に用いられた後解体されたため、2023年時点で現存するのは1両（8210）のみとなっている。同車はイベント時を始めとする動態保存運転に用いられている他、乗務員の教習にも使われている。

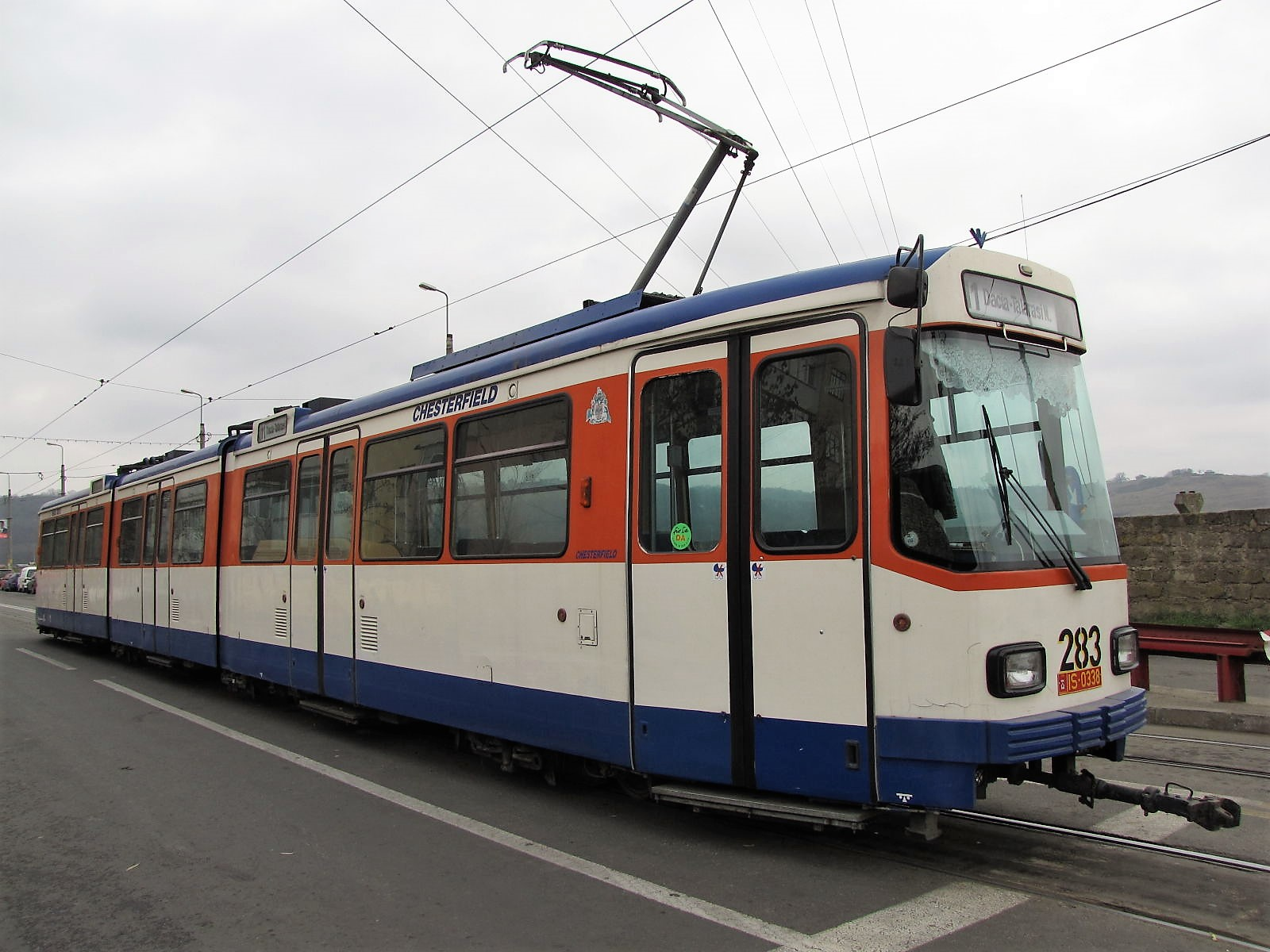
ヤシ市電譲渡後のST11形（2009年撮影）